# Francesca Bertini
Francesca Bertini (Firenze, 1892. április 11. - Róma, 1985. október 13.) olasz színésznő.

## Életpályája
Gyermekként Franceschina Favati néven lépett fel először a nápolyi Új Színházban. 1904-ben kezdett filmezni. Az 1910-es évek közepétől nőtt népszerűsége. 1927-1935 között Párizsban filmezett, majd 1943-ban Madridban és 1957-ben Rómában állt újra kamera elé.
A némafilmes korszak első világhírűvé vált olasz színésznője volt. Romantikus hősnő drámai színekben gazdag jellemábrázoló volt. Kezdetben rövid produkciókban, köztük számos klasszikus feldolgozásban aratott sikert. Híres szerepe volt A kaméliás hölgy (1915) Gautier Margitja, de illúziót keltett az Assunta Spina (1915) proletár környezetében is. Férjhezmenetele után (1921) kevesebbet szerepelt a stúdiók világában.

## Magánélete
1921-1959 között Alfred Cartier volt a férje.

## Filmjei
- A trubadúr (Il trovatore) (1910)
- Lear király (Re Lear) (1910)
- Lucrezia Borgia (1910)
- A polgári halál (La morte civile) (1910)
- Pia de' Tolomei (1910)
- Francesca da Rimini (1911)
- A velencei kalmár (Il mercante di Venezia) (1911)
- Romeo és Júlia (1912)
- A dicsőség (La gloria) (1913)
- Az utolsó kártyalap (L'ultima carta) (1913)
- Az idegen hercegnő (La principessa straniera) (1914)
- Assunta Spina (1915)
- A kaméliás hölgy (La signora delle camelie) (1915)
- Don Pietro Caruso (1915)
- Odette (1916, 1935)
- A mozi gyöngye (La perla del cinema) (1916)
- Fedora (1916)
- A Clemenceau-ügy (Il processo Clémenceau) (1917)
- A kis kút (La piccola fonte) (1917)
- Tosca (1918)
- Froufrou (Frou-Frou, 1918)
- Eugenia Grandet (1918)
- Beatrice (1919)
- Az árnyék (L'ombra) (1920)
- Az asszony, az ördög és az idő (La donna, il diavolo, il tempo) (1921)
- A szerelem mindig győz (Amore vince sempre) (1921)
- A birtoklás (La Possession) (1929)
- Dóra, a kém (Dora la espía) (1943)
- Délen semmi újság (A sud niente di nuovo) (1957)
- Huszadik század (1976)